# Strejke 5. maj 1944
|  | Denne artikel er oprettet af botten Steenthbot ud fra en ekstern database. Den kan derfor have sproglige fejl eller mangler. Denne skabelon kan fjernes efter kontrol af indholdet. |

Strejke 5. maj 1944 er en dansk dokumentarisk optagelse fra 1944.

## Handling
Optagelser fra besættelsen og befrielsen i Sønderborg: Den 18. april 1944 er der generalstrejke i Sønderborg. 5. maj 1945 kludrer Jes (politimester) med flaglinen på Politigården. De første englændere kommer til byen. "Svinekongens anholdelse". Det sidste minut er optagelser fra København.

Optagelserne er overvejende fotograferet fra et vindue overfor Politigården og meget fragmenterede.